# Пернел Карл Субан
Пернел Карл „П. К." Субан  (енгл. Pernell Karl "P. K." Subban; Торонто 13. мај 1989) је канадски хокејаш јамајчанског порекла који тренутно игра у Монтреал канадијансима. Игра у одбрани.

## Приватни живот
Субанови родитељи, Карл и Марија, емигрирали су 1970-их са Јамајке у Канаду. Има четири сестре, Натасију, Наташу, Јордану и Малколм.

## Каријера
Пернел је јуниорску каријеру почео 2005. игравши за Белевил булсе. Појавио се на драфту 2007. године где је изабран од стране Монтреал канадијанса као 43. пик. Са клубом је потписао отворени уговор на три године. Он је и наредне две године после драфта провео играјући за булсе.
У сениорској конкуренцији дебитовао је у Америчкој хокејашкој лиги (АХЛ) за Хамилтон булдогсе 2009. године. Добрим играма је изборио учешће на Ол-стар АХЛ лиге. Убрзо након тога уследио је позив да дебитује за Монтреал канадијансе. Дебитовао је 11. фебруара 2010. Свој први НХЛ поен (асистенција) остварио је дан касније против Филаделфија флајерса.
Свој први НХЛ поен у плеј-офу је остварио у својој првој утакмици НХЛ плеј-офа, 26. априла, 2010. Свој први погодак у НХЛ остварио је у првом мечу другог круга против Питсбург пенгвинса 30. априла 2010. У трећој утакмици против Пхиладелпхиа Флиерс у финалу источне конференције 2010. П. К. је постао трећи најбољи одбрамбени играч новајлија у историји канадијанса остваривши три асистенције у једној утакмици. Укупно је у плеј-офу на 14 мечева остварио 1 гол и 8 асистенција.
Након што су канадијанси елиминисани од стране флајерса, Субан се вратио у Хамилтон булдогсе да би им помогао у плеј-офу. Субан је добио од АХЛ трофеј председника као награду за његова достигнућа у сезони 2009/10.
У марту 2010. постао је први новајлија одбрамбени играч који је постигао хет трик на једној утакмици. То је било у победи од 8:1 против Минесота вајлдса, 20. марта 2011.

## Клупска статистика
|            |                      |            |     | Регуларна сезона | Регуларна сезона | Регуларна сезона | Регуларна сезона | Регуларна сезона |    | Плеј оф | Плеј оф | Плеј оф | Плеј оф | Плеј оф |
| Сезона     | Екипа                | Лига       | ОУ  | Г                | A                | П                | КМ               | ОУ               | Г  | А       | П       | КМ      |         |         |
| ---------- | -------------------- | ---------- | --- | ---------------- | ---------------- | ---------------- | ---------------- | ---------------- | -- | ------- | ------- | ------- | ------- | ------- |
| 2005/06.   | Беливил булси        | ОХЛ        | 52  | 5                | 7                | 12               | 70               | 3                | 0  | 0       | 0       | 2       |         |         |
| 2006/07.   | Беливил булси        | ОХЛ        | 68  | 15               | 41               | 56               | 89               | 15               | 5  | 8       | 13      | 26      |         |         |
| 2007/08.   | Беливил булси        | ОХЛ        | 58  | 8                | 38               | 46               | 100              | 21               | 8  | 15      | 23      | 28      |         |         |
| 2008/09.   | Беливил булси        | ОХЛ        | 56  | 14               | 62               | 76               | 94               | 17               | 3  | 12      | 15      | 22      |         |         |
| 2009/10.   | Хамилтон булдогси    | АХЛ        | 77  | 18               | 35               | 53               | 82               | 7                | 3  | 7       | 10      | 6       |         |         |
| 2009/10.   | Монтреал канадијанси | НХЛ        | 2   | 0                | 2                | 2                | 2                | 14               | 1  | 7       | 8       | 6       |         |         |
| 2010/11.   | Монтреал канадијанси | НХЛ        | 77  | 14               | 24               | 38               | 124              | 7                | 2  | 2       | 4       | 2       |         |         |
| ОХЛ укупно | ОХЛ укупно           | ОХЛ укупно | 234 | 42               | 148              | 190              | 353              | 56               | 16 | 35      | 51      | 76      |         |         |
| АХЛ укупно | АХЛ укупно           | АХЛ укупно | 77  | 18               | 35               | 53               | 82               | 7                | 3  | 7       | 10      | 6       |         |         |
| НХЛ укупно | НХЛ укупно           | НХЛ укупно | 79  | 14               | 26               | 40               | 126              | 21               | 3  | 9       | 12      | 8       |         |         |